# Кичево (Болгарія)
Ки́чево (болг. Кичево) — село у Варненській області Болгарії. Входить до складу общини Аксаково.

## Населення
За даними перепису населення 2011 року у селі проживали 1099 осіб.
Національний склад населення села:
| Національність   | Кількість осіб | Відсоток |
| ---------------- | -------------- | -------- |
| болгари          | 911            | 98,3%    |
| турки            | 4              | 0,4%     |
| цигани           | 0              | 0%       |
| інша             | 8              | 0,9%     |
| не визначились   | 4              | 0,4%     |
| Всього відповіли | 927            |          |

Розподіл населення за віком у 2011 році:
Динаміка населення: